# Strömnäs, Korpo
För andra betydelser, se Strömnäs (olika betydelser).
Strömnäs är en halvö i Finland. Den ligger i landskapet Egentliga Finland, i den sydvästra delen av landet, 190 km väster om huvudstaden Helsingfors. Strömnäs ligger på ön Kyrklandet.